# Lyons River (Gascoyne River)
Der Lyons River ist ein Fluss in der Region Gascoyne im Westen des australischen Bundesstaates Western Australia.

## Geografie
Der Fluss entspringt im Westteil der Teano Range, fließt dann zunächst nach Nordwesten bis zur Siedlung Gifford, dann nach Westen bis zur Siedlung Mangaroon und schließlich nach Süden bis zu seiner Mündung in den Gascoyne River bei der Kleinstadt Gascoyne Junction in der Nähe der Südspitze des Kennedy-Range-Nationalparks.

### Nebenflüsse mit Mündungshöhen
Der Fluss hat folgende Nebenflüsse:
- Lyons River North – 382 m
- Frederick River – 357 m
- Bangemall Creek – 344 m
- Koorabooka Creek – 343 m
- Spring Creek – 329 m
- Elliot Creek – 323 m
- Bolton Creek – 322 m
- Pimbyana Creek – 315 m
- Gifford Creek – 308 m
- Fraser Creek – 307 m
- Yangibana Creek – 301 m
- Six Mile Creek – 298 m
- Edmund River – 293 m
- McGuire Creek – 290 m
- Winmar Creek – 290 m
- Alma River – 271 m
- Mangaroon Creek – 261 m
- Minnie Creek – 254 m
- Oakley Wash – 248 m
- Wongarrie Creek – 242 m
- Booroothunty Creek – 241 m
- Russell Creek – 239 m
- Coonoocoo Wash – 237 m
- Ulura Creek – 228 m
- Coorroolthoo Creek – 226 m
- Billy Well Creek – 223 m
- Coppershaft Creek – 220 m
- Cabrajacka Creek – 216 m
- Onslow Creek – 211 m
- Paradise Creek – 198 m
- Austin Creek – 188 m
- Salt Springs Creek – 177 m
- Binthabooka Creek – 175 m
- Damper Creek – 174 m
- Davis Creek – 154 m
- Mungarra Creek – 140 m

### Durchflossene Seen
Er durchfließt die folgenden Seen:
- Cattle Pool – 376 m
- Edithana Pool – 345 m
- Windarrie Pool – 312 m
- Bubbawonarra Pool – 251 m
- Wongarrie Pool – 246 m

## Geschichte
Der erste Europäer, der den Fluss entdeckte, war 1858 der Forscher Francis Gregory. Er benannte ihn nach dem Seehelden Admiral Sir Edmund Lyons.
Bei den Aborigines, den Malgaru,  heißt der Fluss Mithering.